# Gerhard Schmitt-Thiel

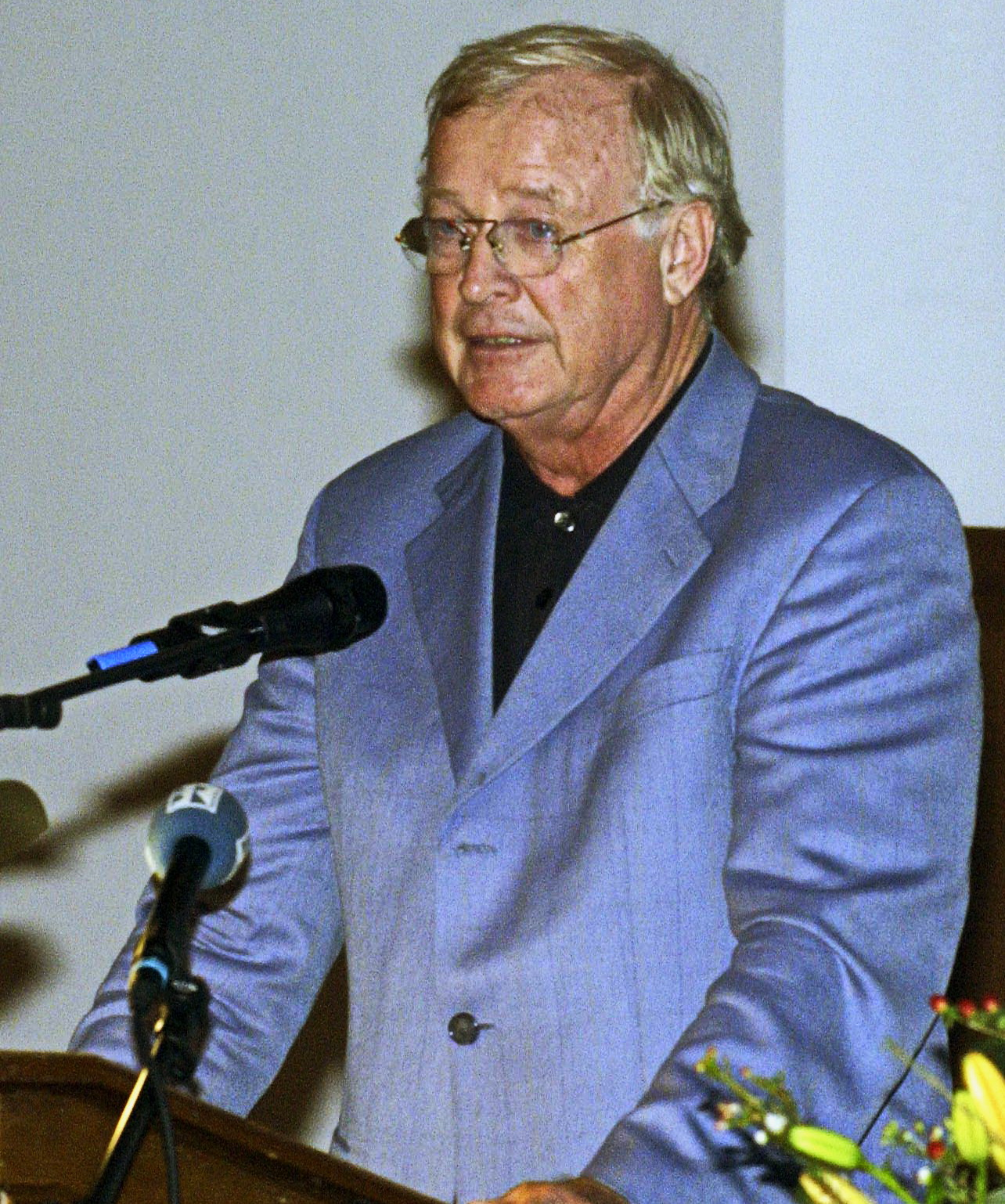
Gerhard Schmitt-Thiel, 2004

Gerhard Schmitt-Thiel (* 21. Oktober 1941 in Hamm, Westfalen; † 23. März 2024 in München) war ein deutscher Journalist und Fernsehmoderator.

## Leben
Gerhard Schmitt-Thiel legte 1963 am humanistischen Gymnasium Hammonense in Hamm sein Abitur ab. Nach einem erfolgreichen Jurastudium begann Schmitt-Thiel ein Volontariat beim Hessischen Rundfunk. 1979 wechselte er zum Bayerischen Rundfunk und wurde dort Abteilungsleiter für Quizsendungen und Sonderprojekte. Als solcher verantwortete er ungefähr 30 Quizsendungen und Game-Shows sowie die Sendung Stars in der Manege.
Ab 1986 moderierte Schmitt-Thiel die Sendung Showgeschichten, in der prominente Zeitgenossen ihre Biografie und die Highlights ihrer Karriere präsentierten.
1990 verließ Schmitt-Thiel den Bayerischen Rundfunk und arbeitete seither freiberuflich als Moderator in Hörfunk und Fernsehen. Außerdem moderierte er Galas und andere Veranstaltungen.
Er war in zweiter Ehe mit einer Sozialpädagogin verheiratet und lebte mit seiner Familie in München.
Er war langjähriges Mitglied und Ehrenvorsitzender des Paul-Klinger-Künstlersozialwerks, das sich für Künstlerinnen und Künstler aller Gewerke einsetzt.

## Auszeichnungen
- 2013: Bundesverdienstkreuz am Bande
- 2014: Medaille München leuchtet (in Silber)